# Ivica Olić
Ivica Olić, hrvaški nogometaš in trener, * 14. september 1979, Davor, SR Hrvaška, SFRJ.
Trenutno je selektor hrvaške reprezentance do 21 let.
V svoji karieri je Olić igral za nemške klube, kot so Hamburger SV, VfL Wolfsburg in Bayern München, pa tudi moskovski CSKA, ki je za slednjo osvojil pokal UEFA 2004–2005 in tudi za hrvaško reprezentanco. Olić je v sprva igral kot napadalec, pozneje pa kot branilec. Opisali so ga kot neusmiljenega zasledovalca žoge ter da ima "moč in spodoben korak z njim". Nekdanji menedžer Hrvaške, Slaven Bilić ga je opisal kot tipičnega "zmagovalca tekem" in "kralja pomembnih tekem" zaradi njegove sposobnosti doseganja zadetkov na pomembnih tekmah proti velikim nasprotnikom. Olić, ki je bil v letih 2009 in 2010 razglašen za hrvaškega nogometaša leta, je z münchenskim klubom Bayern nastopil v dveh finalih Lige prvakov Uefe, v letih 2010 in 2012.
Olić je Hrvaško zastopal na treh svetovnih pokalih FIFA - v letih 2002, 2006 in 2014 - ter dveh evropskih prvenstvih UEFA - v letih 2004 in 2008; svoj 100. nastop je odigral 16. novembra 2014, preden se je leta 2015 upokojil iz mednarodnega nogometa.
Trenersko pot je začel leta 2017, pridružil se je trenerskemu štabu po imenovanju Zlatka Dalića za glavnega trenerja hrvaške reprezentance. Moštvu je pomagal doseči finale svetovnega pokala FIFA 2018 in se uvrstiti na UEFA Euro 2020, pri čemer je prekinil svoj mandat z ekipo in kratek čas treniral za svoj nekdanji klub CSKA iz Moskve.